# Albuca bracteata
Albuca bracteata (syn. Ornithogalum caudatum u Ornithogalum longebracteatum), conocido comúnmente como cebolla de la suerte, amor en botella o cebolla del mar, es una especie de planta bulbosa que pertenece a la familia Asparagaceae. Sus tallos florales pueden lograr una altura de 90 cm y llevar hasta 100 flores blancas verdosas. Es utilizada como planta ornamental y también en la medicina tradicional.

## Descripción
Posee hojas lanceoladas en forma de banda , de 60 cm de largo y 2.5 cm de ancho, sobresalen de un bulbo voluminoso que está en gran parte sobre el suelo. Las raíces son blancas y suculentas. Tiene muchas flores pequeñas, fragantes y blancas, con un diámetro de 0.5 cm y un nervio central verde, están ubicadas en racimos que pueden alcanzar los 70–90 cm de altura. La floración  generalmente ocurre de mayo a agosto, con 50 a 100 flores por tallo. Una planta puede tener hasta 300 flores a la vez. Las cápsulas de fruta tienen 10 mm de largo y 6 mm de diámetro. Las semillas son oblongas con dimensiones de 4 por 1.5 mm. Albuca bracteata es una criptofita, ya que el follaje muere  durante periodos de sequía.

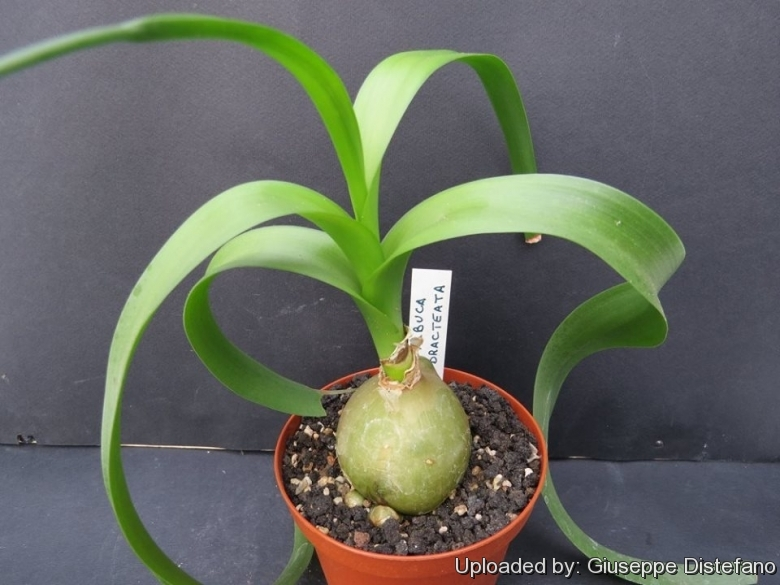
Bulbo y Hojas

## Taxonomía
Albuca bracteata fue descrita por primera vez en 1794 por Carl Peter Thunberg, como Ornithogalum bracteatum. El epíteto específico bracteatum se refiere a las brácteas en la inflorescencia; Thunberg describió la especie como (latín: bracteis floribus longioribus) "con brácteas de flores más largas. Fue transferido a Albuca en 2009, junto con otras especies de Ornithogalum, basado en un estudio filogenético molecular.

## Sinónimos
The Plant List lista los siguientes sinónimos para Albuca bracteata:
- Eliokarmos caudatum (Aiton) Raf.
- Fenelonia bracteata (Thunb.) Raf.
- Loncomelos caudatum (Aiton) Dostál
- Ornithogalum bracteatum Thunb.
- Ornithogalum caudatum Aiton
- Ornithogalum longibracteatum Jacq.
- Ornithogalum scilloides Jacq.
- Stellarioides longibracteata (Jacq.) Speta
- Urginea mouretii Batt. & Trab.

los dos últimos con la nota adicional "inválido" o "ilegítimo":
- Urophyllon caudatum (Aiton) Salisb.
- Ornithogalum massonii J.F.Gmel.

## Distribución y hábitat
La Albuca bracteata es originaria de Sudáfrica (las Provincias del Cabo y KwaZulu-Natal).  También se encuentra en África oriental tropical, donde  puede ser nativa o introducida. Se puede encontrar creciendo en bosques, márgenes de bosques, bosques cerrados y laderas protegidas. A partir de 2012, tenía poblaciones nativas estables con un estado de conservación de "menor preocupación". Crece en altitudes de 0–300 m sobre el nivel del mar.

## Cultivo
Albuca bracteata se cultiva principalmente  como una planta de interior. El valor ornamental de esta planta se basa en la formación de bulbillos.  Es helada y requiere un suelo bien drenado y bastante luz, aunque el calor intenso puede quemar los tejidos. Se requiere riego constante para la germinación y supervivencia de las semillas. Las plantas maduras se benefician de un ligero secado entre riegos, aunque la falta de agua inducirá a la latencia. Durante los meses de invierno esta planta se puede  dejar en estado latente y los bulbo se conservaran en temperaturas frias.

### Propagación
Albuca bracteata puede experimentar reproducción vegetativa y sexual. La propagación a través de bulbillos es el método más común, por el cual los bulbillos se separan del bulbo madre y se plantan. La producción de semillas proporciona variación genética. Se ha logrado la micropropagación de Albuca Bracteata. Se encontró que la producción de bulbillos in vitro fue mayor entre 10-30 °C, y se inhibió a 35 °C.

## Usos en la medicina tradicional
Los bulbos se usan en la medicina tradicional. Las infusiones de bulbos de especies de Albuca pueden inducir el vómito, que se ha utilizado como medida de protección. La savia puede causar dermatitis al contacto y la mayoría de las partes de esta planta se consideran tóxicas. El uso tradicional en Kenia ha incluido la administración de caldos hervidos para tratar el cáncer. Se ha sugerido que esta especie podría tener altos niveles  de saponinas esteroidales, polihidroxialcaloides y homoisofavonoides que podrían tener implicaciones para la investigación etnomedicinal.